# Onchidiopsis spitzbergensis
Onchidiopsis spitzbergensis là một loài ốc biển nhỏ with a transparent internal shell, là động vật thân mềm chân bụng sống ở biển trong họ Velutinidae. Because the shell is mostly internal, the snail resembles a sea slug in general appearance.